# Fantomas

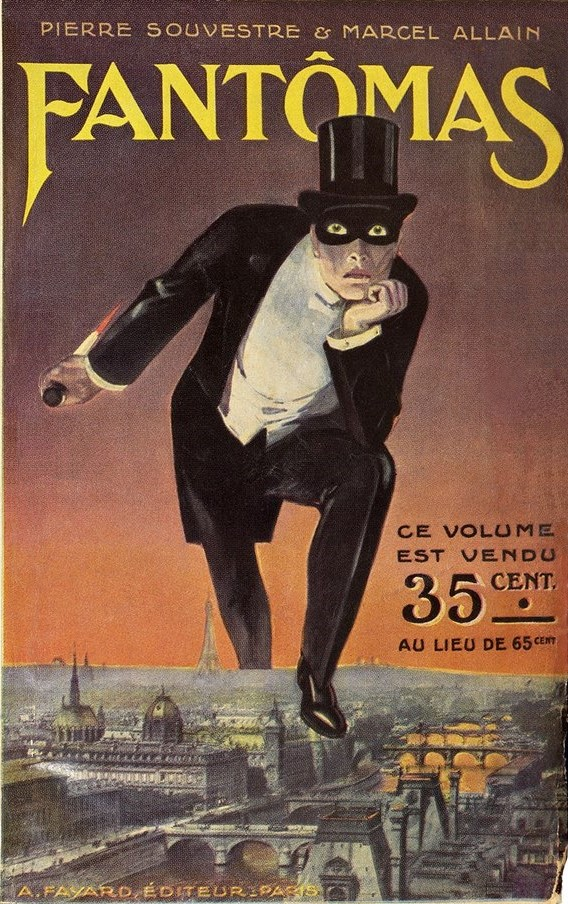
Obálka vydání prvního dílu Fantomase z roku 1911.

Fantomas (francouzsky Fantômas) je fiktivní literární a filmová postava známá zejména ze série francouzských komediálních sci-fi filmů s Louisem de Funésem a Jeanem Maraisem v hlavní roli ze šedesátých let 20. století. Jeho původ je ale mnohem starší. Dva francouzští novináři Marcel Allain a Pierre Souvestre jej přivedli na svět ještě před první světovou válkou roku 1911 na objednávku nakladatelství Fayard jakožto strašidelnou postavu francouzské brakové literatury a již v roce 1913 Fantomas poprvé vstoupil do filmové historie hluboko v éře němého filmu. V éře zvukového filmu pak následovaly snímky ze třicátých a čtyřicátých let 20. století, nejproslulejší a nejznámější Fantomasova filmová éra pochází z šedesátých let.

## Hlavní postavy cyklu

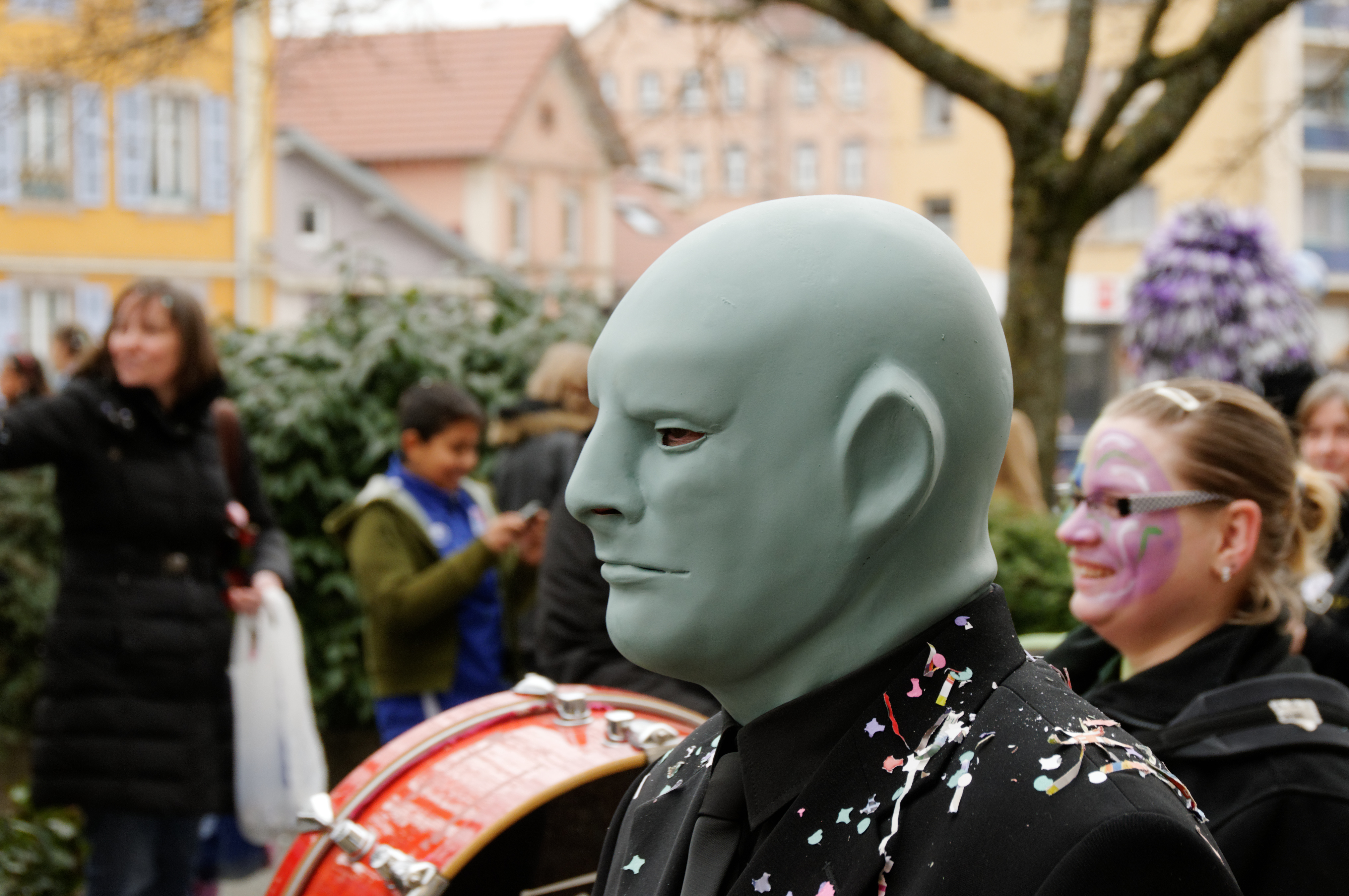
Fantomasova maska, použitá ve filmových adaptacích ze šedesátých let 20. století.

### Fantomas
Fantomas je démonický zloduch, geniální, tajuplný a hrůzu budící zločinec, který jako monstrózní zosobnění zla vzbudil živý zájem surrealistů. Je pánem pařížského podsvětí, policie je proti němu bezradná a bohatí měšťané se obávají nejen o svůj majetek, ale i o svůj život. Marně se jej vyšetřující soudce Germain Fuselier, inspektor Sûreté Juve a mladý neohrožený novinář Jérôme Fandor pokoušejí dostat k soudu a pod gilotinu. Přestože je mu armáda špehů neustále v patách, vždy jim elegantně unikne.
Používá ke svým zločinům nejmodernější prostředky vědy a techniky. Tak například elektromagnet pod podlahou přitáhne Juva i Fandora za cvočky bot, zatímco Fantomas unikne díky svým izolovaným podrážkám. Fandora chce Fantomas zabít tím, že jej spustí ze skály a mezi lano a slunce dá obří lupu. Své oběti rovněž zabíjí pomocí zhypnotizovaného hroznýše, který je rozdrtí ve svém sevření. Do bot svých obětí dává žiletky a do rukavic vitriol. Z vydělané kůže mrtvého si vyrobí rukavičky, aby zanechával cizí otisky prstů, popravit nechá za sebe nevinného. Zavraždí i chotě své milenky lady Maud Belthamové.
Je mistrem převleků, jeho pravou tvář nikdo nezná. Používá škrabošku nebo černou kuklu. Teprve ve filmových verzích ze šedesátých let 20. století je vypodobněn v masce, ve které vypadá jako muž s nazelenalou tváří bez vlasů, vousů, obočí, rtů a ušních boltců, čímž se stává strašidelnou postavou s nevýraznou mimikou, jakýmsi prazvláštním děsivým zeleným fantomem.

### Inspektor Juve
Juve je inspektorem pařížské Sûreté a smyslem jeho života je dopadení Fantomase. Na konci třicátého druhého dílu mu Fantomas odhalí, že Juve není nikdo jiný než jeho vlastní bratr. Bydlí v domě č.p. 142 v rue Bonaparte a po požáru domu, způsobeného Fantomasem, se přestěhoval do rue Tardieu, 3b. Juve pracoval u policie zhruba již deset let před dějem prvního dílu knižní série. Jeho osoba je v podstatě tajemná podobně jako samotný Fantomas – víme, že má vzdálené příbuzné na venkově. Čtenář se nikdy nedozví ani Juvovo křestní jméno.

### Jérôme Fandor
Jérôme Fandor je mladý, neohrožený, atletický a poněkud cholerický pařížský reportér. Původně se jmenoval Charles Rambert a jeho rodiče patří mezi Fantomasovy oběti. Novou totožnost mu zajistil inspektor Juve a Fandor je jeho spolubojovníkem proti Fantomasovi. Má snoubenku Helenu, která je ve skutečnosti Fantomasovou dcerou.

### Helena
Mladý dělostřelecký důstojník Gurn zanechal během druhé búrské války v Natalu svou dcerku, malou holčičku Helenu. Po letech se pro ni vrátil. Helena se objevila v Paříži, kde se stýká s podsvětím a apači a živí se jako prodavačka květin. Svého otce nesnáší a snaží se mu všemožným způsobem vyhýbat. Miluje novináře Jerome Fandora, stane se jeho snoubenkou a posléze i manželkou. Helenin rodinný původ však není jen tak jasně prokázaný...[ujasnit]

### Vladimír
Fantomasův syn, jenž zdědil po otci zločinecké sklony. Nakonec zastřelen Juvem.

### Lady Maud Belthamová
Fantomasova tragická milenka. Ačkoliv nesnáší Fantomasovy zločiny a děsí se jich, stále hrozného banditu miluje. V 18. dílu románové série je zaživa pohřbena, v následujícím dílu cyklu spáchá sebevraždu v návalu falešného přesvědčení, že jejím vrahem je Fantomas.

### Soňa Danidoffová
Ruská šlechtična pobývající v Paříži. Údajně dokonce příbuzná s carskou rodinou. V 1., 3. a 6. svazku románu oblíbený cíl Fantomasových loupeží.

### Pan Havard
Vrchní policejní inspektor, přímý Juvův nadřízený.

### Michael a Leon
Juvovi kolegové inspektoři. Společně s Juvem sledují a honí Fantomase. Inspektor Leon při vyšetřování záhadné loupeže přijde Fantomasovým přičiněním o oko.

### Bouzille
Tulák a starý tramp. Je schopen se živit jakoukoliv prací, nejčastěji pobývá v Paříži, po Francii se pohybuje tak, že v létě krade polní plodiny a slepice a na zimu se nechává "zabásnout." Často se setkává s Fandorem a reportér využívá jeho informovanosti. Bouzille taktéž patří mezi Fantomasovy pomocníky, i když přímých loupeží a zločinů se neúčastní.

### Pařížští apači

#### Vousáč / Chlupáč
Starý apač, vůdce Bandy cifer. Každý člen Bandy cifer je označován číslem, které značí počet "odkráhnutých" osob.

#### Ribonard
V Bandě cifer má číslo 7. Byl odveden do trestanecké kolonie, odkud uprchl a v Natalu se podílel na kšeftech s diamanty. Později se vrátil do Francie a byl zabit Fantomasem.

#### Kostelník
Zavalitý chlapík, mající pověst nejstrašnějšího apače v Paříži. Znám je svými brutálními útoky na nic netušící chodce. Přepadenou osobu povalí na zem a tluče jí hlavou o obrubník.

#### Hezoun
Pro vraždu britského policisty byl uvězněn. Později z vězení uprchl a dostal se zpět do Paříže.

#### Volský Voko a Kandelábr (Čahoun)
Nerozlučná dvojice apačů – alkoholiků. Jeden bez druhého nedají ani ránu, dokonce se společně zamilují do Fantomasovy dcery. Volský Voko je menší zavalitější postavy s lišáckými očky, Kandelábr vysoký, suché kostnaté postavy s velkými mozolnatými dlaněmi.

#### Lvice
Bývalá prostitutka, milenka Kandelábrova. Její milenec ji v návalu vzteku zavraždil.

#### Bebe / Bejby
Jeden z mladších apačů, vůdce nové party, Bandy temnot.

#### Stará Toulouche
Šmelinářka, vetešnice a přechovávačka kradených věcí.

#### Další apači a jejich milenky
Blesková smrt, Adéla, Velká Ernestina, Mirette, Cholera, Tete de Lard, La Carafe, Otec Grelot (učitel kapsářství), Student, Emile, Fleur de Snape (milenka tří apačů – Jeana-Marieho, Ribonarda a Kostelníka; zastřelena lady Belthamovou), Ferda Bečka / Bečvář a Tonda Mlynář, Deguelasse a Fumier.

## Romány o Fantomasovi
Fantomasovy příběhy od Marcela Allaina a Pierra Souvestreho jsou dosti brutální kriminální horory. Spojují v sobě prvky gotického románu a rekvizity novoromantismu s vědeckými vynálezy počátku 20. století. Odehrávají se ve zchátralých starých domech i v honosných zámeckých sídlech, ve špinavých a nebezpečných krčmách a brlozích i v luxusních obchodních domech a uměleckých galériích. Jsou na nich znát vlivy Tajností pařížských od Eugèna Suea a Rocambola od Pierra Alexise Ponsona du Terrail.
První díl románového cyklu o Fantomasovi vyšel v únoru roku 1911 v rámci knižní série nakladatelství Fayard Le Livre Populaire. Do konce roku 1913 pak vyšlo dalších třicet jedna pokračování. Po Souvestrově smrti Allain ve psaní knih o Fantomasovi pokračoval a vydal o něm v letech 1925–1963 dalších jedenáct dílů.
Přestože jde o pokleslou (brakovou) literaturu, již francouzský dadaistický a surrealistický básník Philippe Soupault viděl ve Fantomasovi prototyp moderního románu a Jean Cocteau postřehl jeho zvláštní lyrismus. Kladně se o cyklu vyjadřoval také Blaise Cendrars, Max Jacob a Francis Lacassin o něm prohlásil, že "obsahuje veškerou mytologii světa".

### Díly cyklu od Marcela Allaina a Pierra Souvestra
| 1. Fantômas (1911, Fantomas). 2. Juve contre Fantômas (1911, Juve kontra Fantomas). 3. Le Mort qui Tue (1911, Mrtvý, jenž zabíjí). 4. L'Agent Secret (1911,Tajemný agent). 5. Un Roi Prisonnier de Fantômas (1911, Král zajatcem Fantomasovým). 6. Le Policier Apache (1911, Policista apač). 7. Le Pendu de Londres (1911, Oběšenec z Londýna). 8. La Fille de Fantômas (1911, Dcera Fantomasova). 9. Le Fiacre de Nuit (1911, Fiakr noci). 10. La Main Coupée (1911, Ruka bez těla). 11. L'Arrestation de Fantômas (1912, Zatčení Fantomasovo). 12. Le Magistrat Cambrioleur (1912, Soudce lupič). 13. La Livrée du Crime (1912, Zprostředkovatelna zločinů). 14. La Mort de Juve (1912, Juvova smrt). 15. L'Evadée de Saint-Lazare (1912, Uprchlík z věznice Saint-Lazare). 16. La Disparition de Fandor (1912, Zmizení Fandorovo). | 17. Le Mariage de Fantômas (1912, Fantomasova svatba). 18. L'Assassin de Lady Beltham (1912, Vrah lady Belthamové). 19. La Guêpe Rouge (1912, Červená vosa). 20. Les Souliers du Mort (1912, Boty mrtvého). 21. Le Train Perdu (1912, Ztracený vlak). 22. Les Amours d'un Prince (1912, Princova milostná dobrodružství). 23. Le Bouquet Tragique (1912, Tragická kytice). 24. Le Jockey Masqué (1913, Maskovaný jockey). 25. Le Cercueil Vide (1913, Prázdná rakev). 26. Le Faiseur de Reines (1913, Tvůrce královen). 27. Le Cadavre Géant (1913, Obří mrtvola). 28. Le Voleur d'Or (1913, Zloděj zlata). 29. La Série Rouge (1913, Krvavá série). 30. L'Hôtel du Crime (1913, Hotel zločinu). 31. La Cravate de Chanvre (1913, Oběšencova oprátka). 32. La Fin de Fantômas (1913, Fantomasův konec). |

### Díly cyklu, které napsal sám Marcel Allain
| 33. Fantômas est-il ressuscité? (1925). 34. Fantômas, Roi des Recéleurs (1926). 35. Fantômas en Danger (1926). 36. Fantômas prend sa Revanche (1926). 37. Fantômas Attaque Fandor (1926). 38. Si c'était Fantômas? (1933). | 39. Oui, c'est Fantômas! (1934). 40. Fantômas Joue et Gagne (1935). 41. Fantômas Rencontre l'Amour (1946). 42. Fantômas Vole des Blondes (1948). 43. Fantômas Mène le Bal (1963). |

## Adaptace

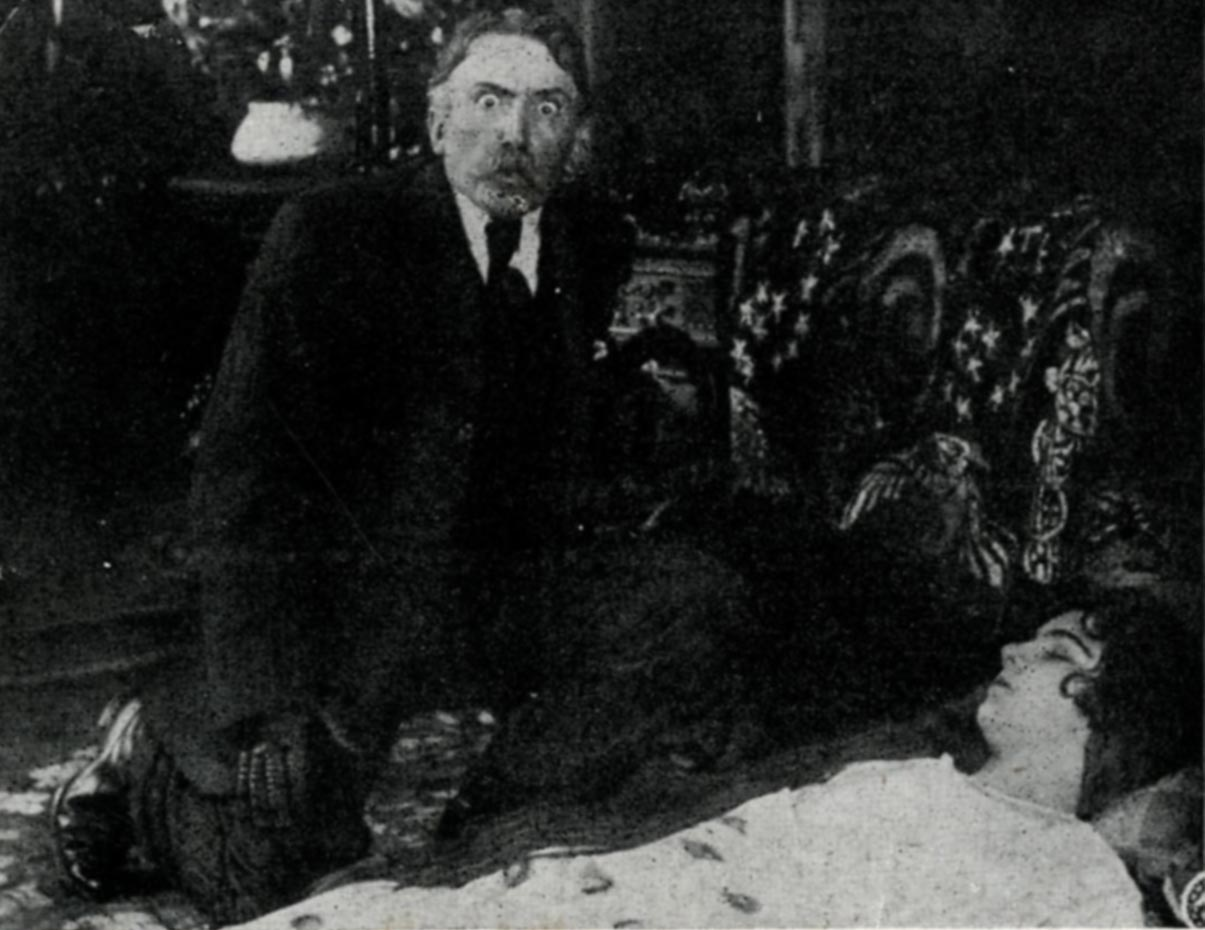
Záběr z filmu Fantomas z roku 1913.

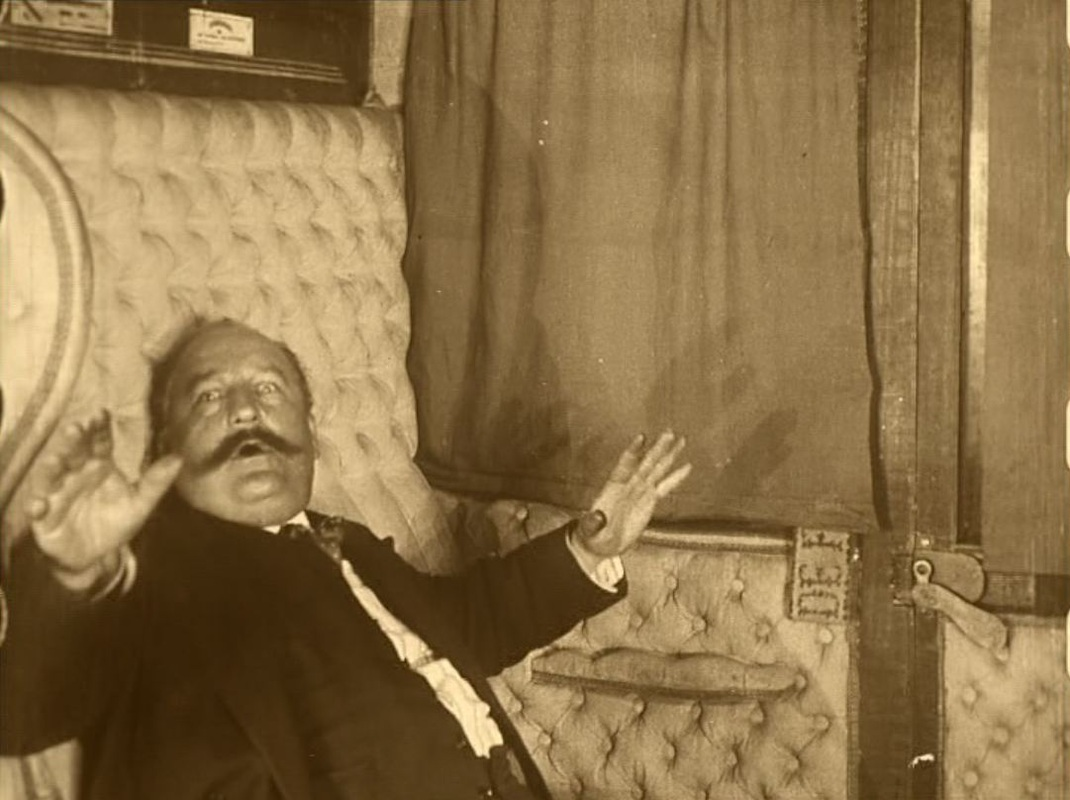
Záběr z filmu Juve kontra Fantomas z roku 1913.

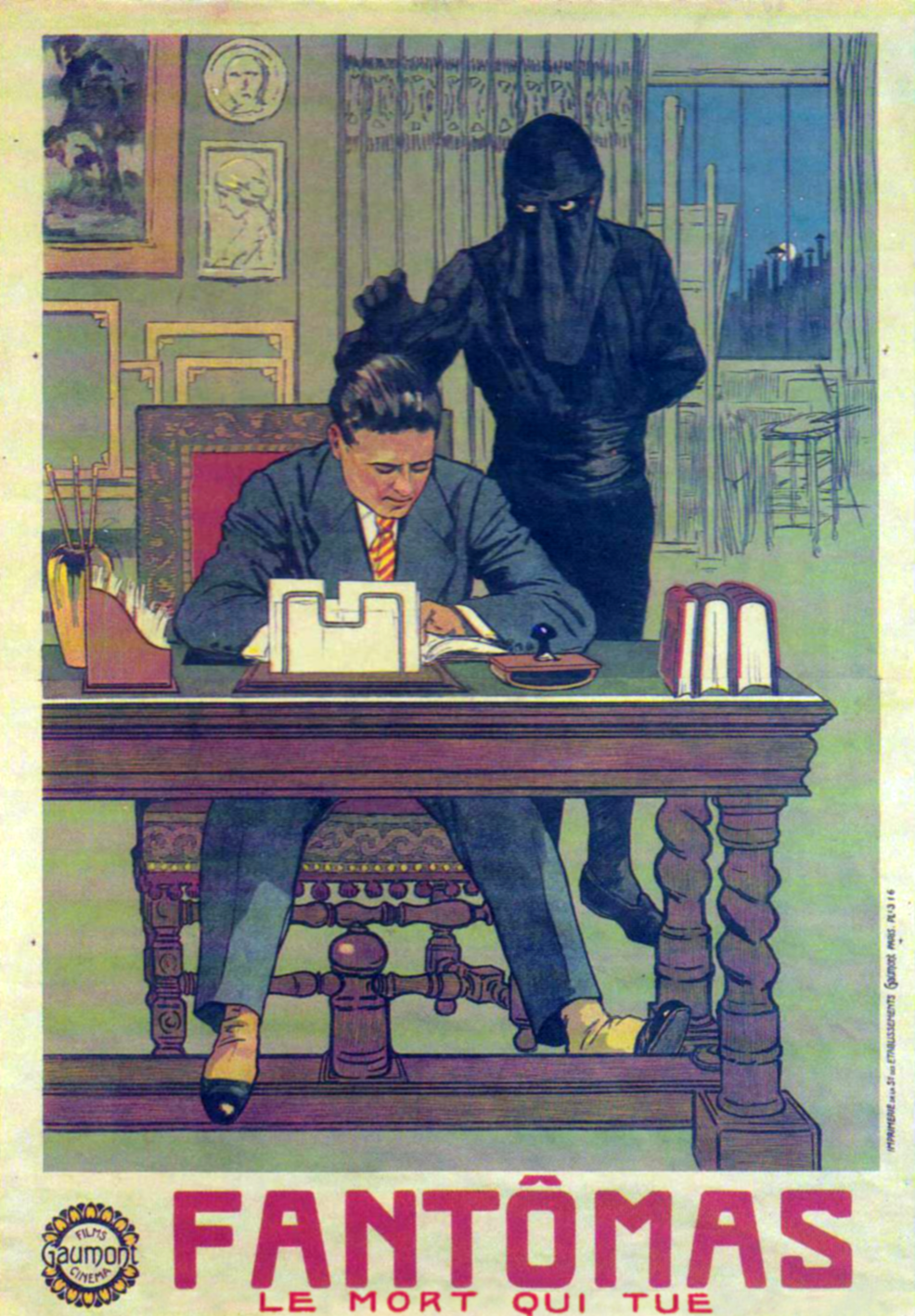
Plakát k filmu Mrtvý, který zabíjí z roku 1913.

### Film a televize
- Fantômas (1913, Fantomas), francouzský němý film, režie Louis Feuillade, v roli Fantomase René Navarre.
- Juve contre Fantômas (1913, Juve kontra Fantomas), francouzský němý film, režie Louis Feuillade, v roli Fantomase René Navarre.
- Le mort qui tue (1913, Mrtvý, který zabíjí), francouzský němý film, režie Louis Feuillade, v roli Fantomase René Navarre.
- Fantômas contre Fantôma (1914, Fantomas kontra Fantomas), francouzský němý film, režie Louis Feuillade, v roli Fantomase René Navarre.
- Le faux magistrat (1914, Falešný úředník), francouzský němý film, režie Louis Feuillade, v roli Fantomase René Navarre.
- Fantomas (1920), americký němý film, režie Edward Sedgwick, v roli Fantomase Edward Roseman. Film je založen pouze na charekterech z cyklu.
- Fantômas (1932, Fantomas), francouzský film, režie Pál Fejös, v roli Fantomase Jean Galland.
- Monsieur Fantômas (1937, Pan Fantomas), belgický krátký film, režie Ernst Moerman.
- Fantômas (1947, Fantomas, francouzský film, režie Jean Sacha, v roli Fantomase Marcel Herrand.
- Fantômas contre Fantôma (1948, Fantomas kontra Fantomas), francouzský film, režie Robert Vernay, v roli Fantomase Maurice Teynac.
- Fantômas (1964, Fantomas), francouzský film, režie André Hunebelle, v roli Fantomase a novináře Fandora Jean Marais, v roli Juveho Louis de Funès.
- Fantômas se déchaîne (1965, Fantomas se zlobí), francouzský film, režie André Hunebelle, v roli Fantomase a novináře Fandora Jean Marais, v roli Juveho Louis de Funès.
- Fantômas contre Scotland Yard (1967, Fantomas kontra Scotland Yard), francouzský film, režie André Hunebelle, v roli Fantomase a novináře Fandora Jean Marais, v roli Juveho Louis de Funès.
- Fantômas (1980, Fantomas), čtyřdílný francouzský televizní seriál, režie Claude Chabro a Juan Luis Buñuel, v roli Fantomase Helmut Berge.

### V české kultuře
V české filmové kultuře se Fantomas vyskytuje v televizním seriálu Arabela, kde jej ztvárnil František Peterka a Arabela se vrací, kde jej ztvárnil Pavel Nový. V česko-německém koprodukčním seriálu Lucie, postrach ulice sledují rodiče v televizi fiktivní seriál Fantomas, pán světa, jsou zobrazeny i některé scény z toho fiktivního seriálu. I jeden z formeláků na sebe vezme podobu Fantomase. Fantomas se též objevil ve filmu Adéla ještě nevečeřela, kde v úvodu filmu Nick Carter zneškodní Fantomase ve své kanceláři pomocí telepatie.

### Rozhlas
- Georges Janin: Fantômas (1946–1947, Fantomas), 60 epizod.
- Henri Béhar.: Fantômas (1973–1974, Fantomas), 256 epizod.
- Pierre Dupriez a Serge Martel: La Fin de Fantômas (1984, Fantomasův konec).
- Cécile Wajsbrot a Didier Jouault: La Naissance de Fantôma (1991, Zrození Fantomase), 10 epizod.[6]

## Česká vydání

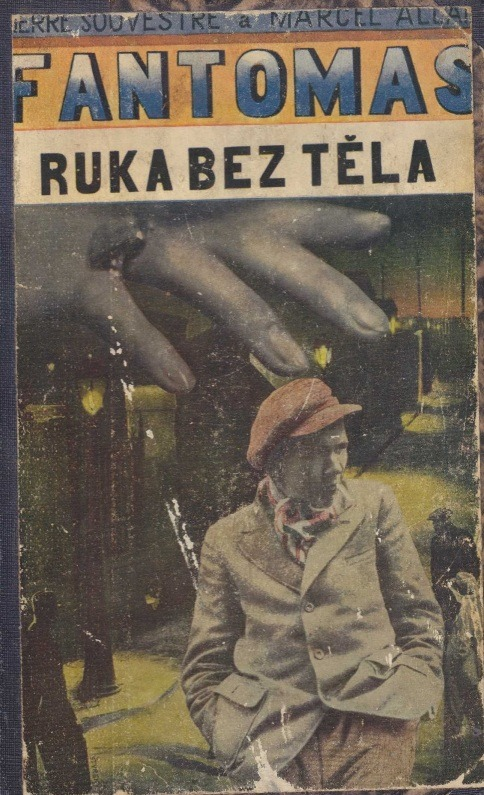
Jindřich Štyrský: Fantomas, Ruka bez těla (obálka, vydal Jan Fromek, 1930)

- Desetidílné vydání v pražském nakladatelství Jan Fromek v letech 1929–1930 s obálkami od Jindřicha Štyrského:
  1. Fantomas (1929), přeložil Vladimír Záhořek.
  2. Juve contra Fantomas (1929), přeložil Vladimír Záhořek.
  3. Mrtví, jenž zabíjí (1929), přeložil A. Hirsch.
  4. Tajemný agent (1929), přeložila Z. Marešová.
  5. Král zajatcem Fantomasovým (1929), přeložila Z. Marešová.
  6. Policista apač (1929), přeložila V. Jančová.
  7. Oběšenec z Londýna (1930), přeložila Z. Marešová.
  8. Dcera Fantomasova (1930), přeložil F. Zdeněk.
  9. Fiakr noci (1930), přeložil J. Dostál.
  10. Ruka bez těla (1930), přeložil J. Dostál.
- Třikrát Fantomas, Odeon, Praha 1971, přeložili Jiří Šrámek, Zdena Salivarová a Alena Novotná, obsahuje Fantomas, Fiakr noci a Červená vosa, znovu 1991.
- Fantomas kontra Juve, XYZ, Praha 2010, přeložil Jiří Žák.